# Praça do Buriti

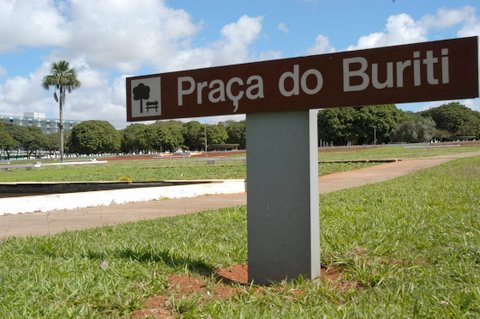
Placa na Praça do Buriti

A Praça do Buriti é uma praça localizada na Zona Cívico-Administrativa de Brasília, entre as vias N1 e S1, no Eixo Monumental. Abriga ao seu redor as sedes dos poderes do Distrito Federal: o Tribunal de Justiça do Distrito Federal e dos Territórios; o Palácio do Buriti, sede do Poder Executivo; e a Câmara Legislativa.  
O entorno da praça conta ainda com o Tribunal de Contas do Distrito Federal e o Ministério Público do Distrito Federal e Territórios. A praça, assim como os principais prédios do seu entorno, foi projetada por Nauro Esteves em conformidade com o Plano Piloto de Lúcio Costa.

## História e inauguração

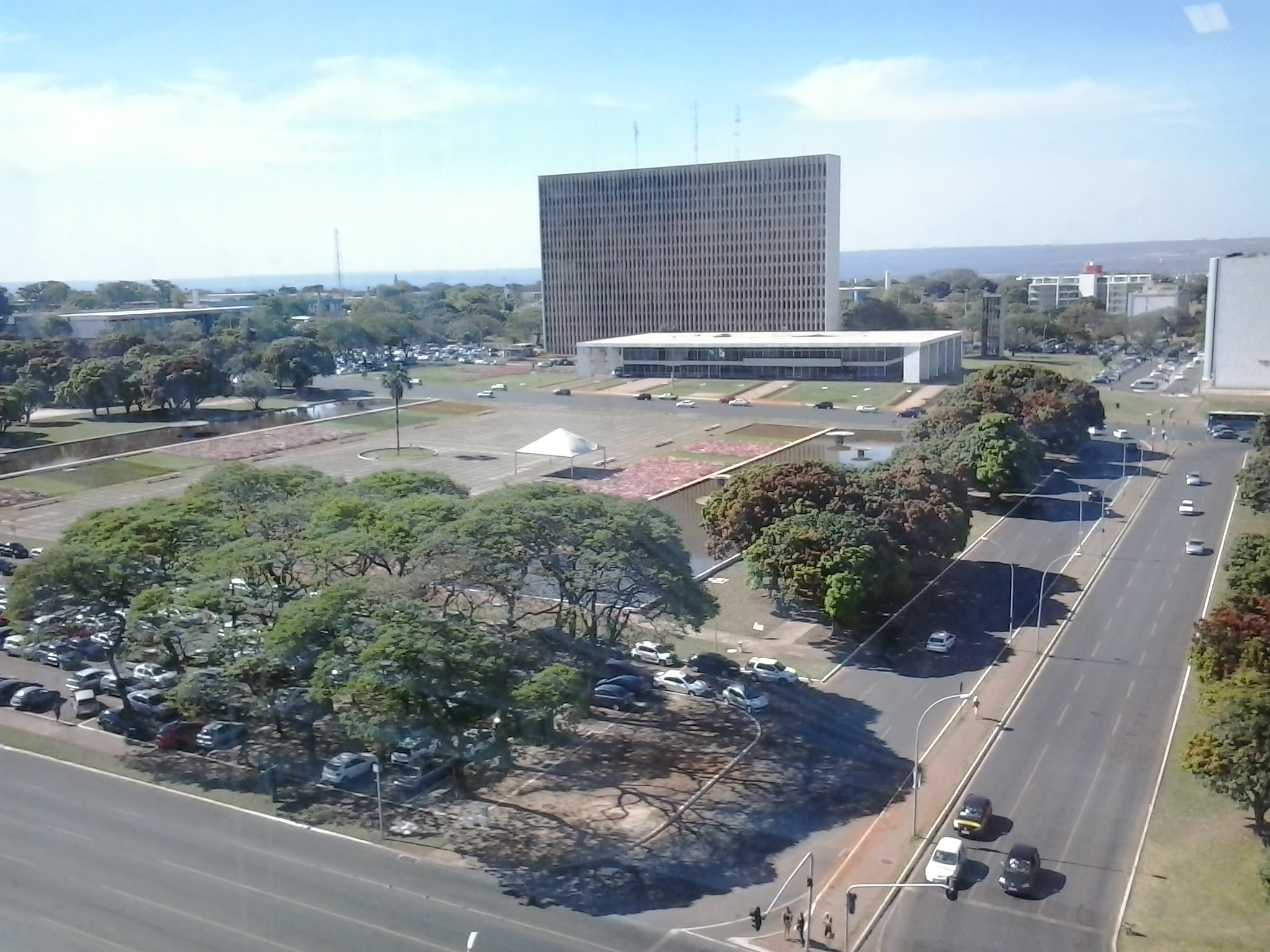
A Praça do Buriti e o Palácio do Buriti.

Foi inaugurada em 25 de agosto de 1969, juntamente com o Palácio do Buriti, recebendo o nome de Praça da Municipalidade, como constava no projeto original de Lúcio Costa. 
A praça possui mais de 47 mil metros quadrados, dois espelhos d'água, doze bancos de concreto e 14 mil metros quadrados de jardins. Além disso, possui mais de cem mangueiras em um bosque contíguo à sua área e que se estende até o Memorial dos Povos Indígenas.

## Buriti
A praça recebeu o nome atual em homenagem à única palmeira da espécie buriti plantada em toda praça, por iniciativa do presidente da Companhia Urbanizadora da Nova Capital - Novacap, Israel Pinheiro, inspirado no poema "Um buriti perdido", do escritor Afonso Arinos. Ela foi plantada na época da construção de Brasília, entretanto, a que está lá hoje não é a mesma: a original morreu dez anos depois, sendo que a árvore do Buriti atual foi plantada em 1969.
A árvore se tornou um dos símbolos da cidade e foi tombada como patrimônio histórico do Distrito Federal em 30 de maio de 1985. Na atualidade, se encontra amarrada a quatro cabos de aço presos em uma espia, com uma anilha em seu tronco, após um homem tentar derruba-la a machadadas em 1992.